# Kurrichanetrast
Kurrichanetrast (Turdus libonyana) är en fågel i familjen trastar inom ordningen tättingar.

## Utseende och läte
Kurrichanetrasten är en olivgrå trast med vit buk, orangebeige på flankerna, bjärt orangefärgad näbb och ögonring samt ljus strupe med ett brett svart mustaschstreck. Den liknar aftontrasten, men denna har istället gul näbb. Sången består av varierade flöjtande och visslande toner, ibland inkorporerande härmningar av andra fågelarter.

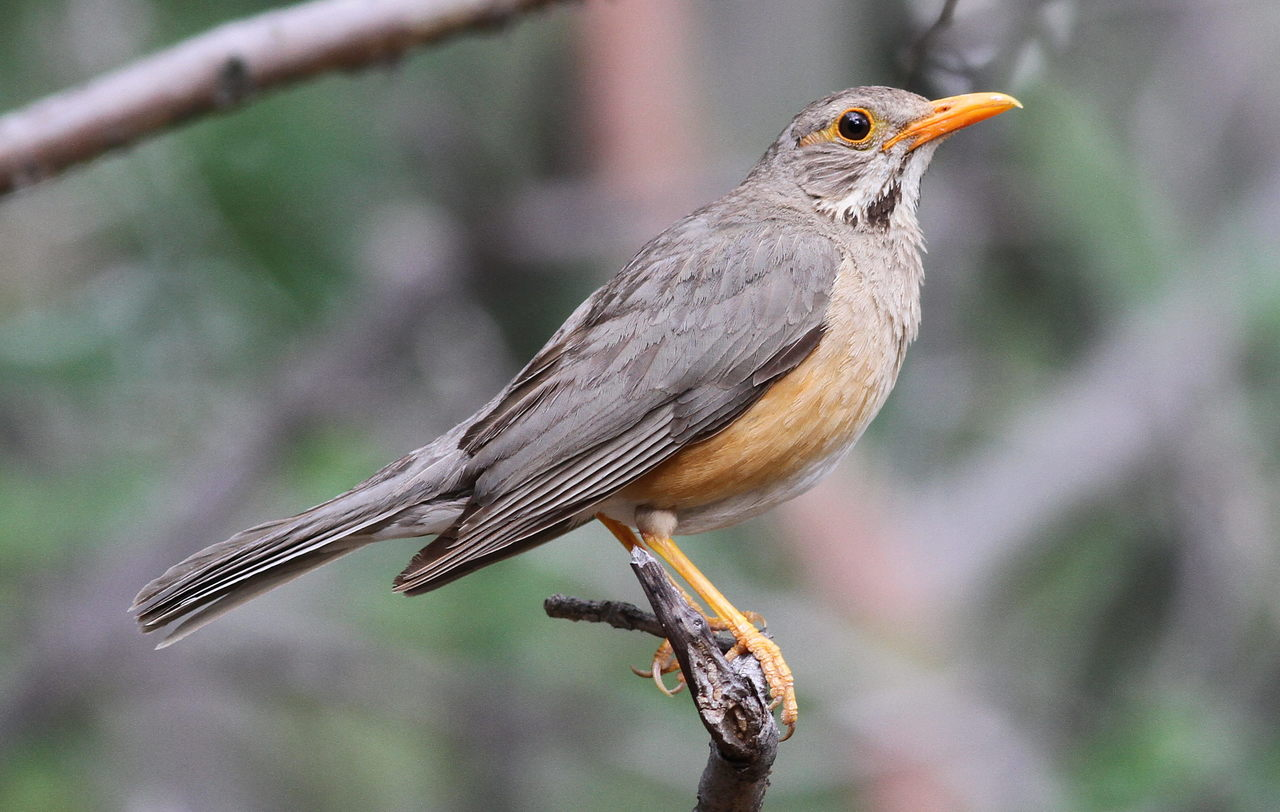

## Utbredning och systematik
Kurrichanetrast delas in i fyra underarter:
- Turdus libonyana verreauxi – förekommer i södra Kongo-Kinshasa till Angola, norra Namibia, Zambia, västra Zimbabwe, norra Botswana
- Turdus libonyana libonyana – förekommer i östra Botswana Transvaal och norra Kapprovinsen
- Turdus libonyana peripheris – förekommer i södra Moçambique (Maputo) till KwaZulu-Natal och sydöstra Swaziland
- Turdus libonyana tropicalis – förekommer i sydöstra Kongo-Kinshasa till Tanzania, Malawi, Zimbabwe och Moçambique

## Levnadssätt
Kurrichanetrasten bebor öppna skogslandskap. buskmarker och savann. Där ses den på marken födosöka efter både vegetabilisk och animalisk föda.

## Status
Arten har ett stort utbredningsområde och internationella naturvårdsunionen IUCN kategoriserar arten som livskraftig. Beståndsutvecklingen är dock oklar.